# أليساندرو تولي
أليساندرو تولي (بالإيطالية: Alessandro Tulli)‏ (8 أبريل 1982 بروما في إيطاليا - ) هو لاعب كرة قدم إيطالي في مركز الهجوم. شارك مع منتخب إيطاليا تحت 17 سنة لكرة القدم ومنتخب إيطاليا تحت 18 سنة لكرة القدم. أما مع النوادي، فقد لعب مع نادي بياتشينزا ونادي تريستينا ونادي روما ونادي ساليرنيتانا ونادي فيتشينزا ونادي ليتشي ونادي ليفورنو ولاتينا كالتشيو وLupa Roma FC ‏ وAnzio Calcio 1924 ‏.